# ماستیخوخوریا
ماستیخوخوریا (به لاتین: Mastichochoria) یک منطقهٔ مسکونی در یونان است که در خیوس واقع شده‌است.